# Diana Eccles, Viscountess Eccles
Diana Catherine Eccles, Viscountess Eccles, Baroness Eccles of Moulton DL (geborene Sturge, * 4. Oktober 1933 in Bromley, Kent) ist eine britische Geschäftsfrau, konservative Politikerin und Life Peeress.

## Familie
Sie ist die zweite Tochter von Raymond Wilson Sturge und Margaret Sylvia Keep. Seit 1955 ist sie verheiratet mit John Eccles, 2. Viscount Eccles und führt daher den Höflichkeitstitel Viscountess Eccles. Sie haben drei Töchter und einen Sohn.

## Karriere
Die Tochter von Raymond and Margaret Sturge erwarb 1978 an der Open University den Bachelor of Arts. Sie arbeitete von 1955 bis 1958 beim Middlesbrough Community Council und war von 1963 bis 1977 Partner in einem Grafikdesignbüro. Von 1974 bis 1985 arbeitete sie beim Energieversorgungsunternehmen North Eastern Electricity Board, war von 1981 bis 1984 stellvertretende Vorsitzende des National Council for Voluntary Organisations. Diana Eccles arbeitete von 1982 bis 1984 im Energieministerium und im Laufe der nächsten Jahre in verschiedenen anderen Behörden und Unternehmen. Von 1986 bis 1994 war sie Direktorin von Tyne Tees Television. Seit 1998 ist sie Direktorin der Times Newspapers Holdings Ltd., des Weiteren von Opera North und seit 2003 von London Clinic.
Eccles war von 1982 bis 1989 Treuhänderin der Charities Aid Foundation und von 1989 bis 1998 Mitglied der British Heart Foundation. Außerdem war sie Treuhänderin des York Minster Trust Fund. Am 10. Mai 1990 wurde sie als Baroness Eccles of Moulton, of Moulton in the County of North Yorkshire, zum Life Peer erhoben und zog ins House of Lords ein. Sie und ihr Ehegatte sind eines der wenigen Paare, die beide einen Adelstitel aus eigenem Recht haben. 1995 erhielt sie die Ehrendoktorwürde der University of Durham verliehen.